# Орловский государственный академический театр имени И. С. Тургенева
Орловский государственный академический театр имени И. С. Тургенева — драматический театр в городе Орле.

## История

### Предыстория
История театральной сцены Орла начинается с 1815 года. Генерал от инфантерии граф Сергей Михайлович Каменский, оставив военную службу, переехал в своё орловское имение Сабурово. Страстный любитель-театрал он в 1814 году в Орле на Соборной площади построил деревянное двухэтажное здание для своего крепостного театра на 500 зрительских мест. 26 сентября 1815 года состоялось открытие первого театрального сезона. Это был первый публичный доступный для всех театр в Орле, получивший название «крепостной театр Каменского», просуществовавший 20 лет. В репертуаре театра были драмы, трагедии, комедии известных российских и зарубежных классиков, а также балеты и оперы. Общий уровень игры актёров и театральных постановок был невысокий. Но в театре блистали и настоящие таланты. Это актриса Кузьмина, актёры Барсов, Козлов, семья Кравченко — муж с женой и дочка, танцор Васильев. Судьба многих талантливых актёров неизвестна; остались только фамилии. По приглашению на сцене театра играл актёр М. С. Щепкин. После смерти Каменского актёры получили вольную и история его театра закончилась. Но театральная жизнь в городе продолжалась. Часть вольных актёров осталась и театр продолжал существовать.
 Строились новые здания театров (известно как минимум два), приходившие в негодность от времени или от пожаров. Последний деревянный на Полесской площади был сломан в 1850 году. И лишь в 1862 году у входа в Городской сад появился новый каменный театр. Но постоянной труппы не было. В театре присутствовала антреприза. Наиболее известным и талантливым антрепренёром в те годы оказался Пётр Михайлович Медведев. Следующую новую страницу орловской театральной жизни открыл Василий Андреевич Слова(о)хотский-Крамолов. Он держал антрепризу с 1904 года и сам выступал в роли артиста и режиссёра.

### После революции
14 марта 1918 года Губисполком принял решение о создании в Орле Народного театра. В сентябре театр был национализирован и сделан Городским. Директором назначили В. А. Словохотского-Крамолова — бывшего антрепренёра театра, который руководил, теперь уже советским театром, до 1924 года. Главной задачей было создание революционно-творческого нового театра. К репертуару добавились новые пьесы, связанные с революционными событиями. 6 октября 1927 года здание театра сгорело. Пожар уничтожил декорации, костюмы, библиотеку. Театральная труппа вынуждена была выступать в различных рабочих клубах. В 1929 году театру передали здание кинотеатра «Экран» на улице Ленина. В эти годы в репертуаре появились произведения советских авторов на производственные темы, посвящённые коллективизации и Гражданской войне. В 1930-е годы образовалась постоянная профессиональная труппа репертуарного театра.

### Военный период
В 1941 году театр эвакуировали в город Златоуст Челябинской области. Возглавлял театр Михаил Михайлович Ляшенко. В Златоусте было сыграно 558 спектаклей, около 2000 спектаклей и концертов — в воинских частях и госпиталях. За свой труд коллектив был награждён переходящим Красным знаменем Челябинского облисполкома и обкома ВКП(б). Театр вернулся в Орёл в апреле 1944 года и свой первый сезон открыл в Доме учителя (снесённый памятник архитектуры XIX века, ныне ТЦ «Малиновая вода»).

### Мирные творческие годы
Театр остался приверженцем классического репертуара. Особое место занимали произведения И. С. Тургенева. Появилась естественно и военная тематика о Великой Отечественной войне. 26 апреля 1949 года областной драматический театр получил имя И. С. Тургенева. Вскоре он переехал в реконструированное здание бывшей Городской думы (ныне здесь театр «Свободное пространство»). Во время Великой Отечественной войны это здание выгорело и было частично разрушено. Проект восстановления и приспособления его под областной драматический театр был разработан в 1946 году архитекторами Б. В. Антиповым, Н. Я. Целковиковым, В. В. Овчинниковым и инженером В. В. Петропавловским. Сезон в новом здании, с современно оборудованной сценой и залом с хорошей акустикой, открылся 5 августа спектаклем по роману Тургенева «Отцы и дети». В 1965 году театр был награждён Почётной грамотой Президиума Верховного Совета РСФСР.
В 1975 году был новый переезд в специально построенное для драмтеатра здание на центральной площади им. Ленина, где он и находится сегодня (2017). Театр имеет четыре сцены: большую (основную), малую, музейную и сцену в фойе. В 1996 году театру «за большие заслуги в развитии театрального искусства» было присвоено звание «академический». В 1998 стал лауреатом конкурса «Окно в Россию» среди провинциальных учреждений культуры РФ в номинации «Театр года».
В 2013 году началась реконструкция театра, которая была включена в план основных мероприятий, связанных с подготовкой и проведением празднования 450-летия основания Орла. Во время реконструкции коллектив продолжал играть на разных площадках города; в основном на сцене Орловского городского центра культуры (бывший клуб завода «Дормаш»). Реконструкция планировалась закончиться в юбилейном для театра году — 2015. Но занавес большого зала открылся лишь в феврале 2017-го традиционно спектаклем по произведению Тургенева.

## Музей истории орловской сцены
9 ноября 1993 года в здании театра был открыт Музей истории орловской сцены. Экспозиция музея представлена материалами и документами об истории создания и сегодняшней жизни орловского театра. Музей был задуман и воплощён как музей-сцена с действующей сценой — сценой театра Каменского в миниатюре. Это третья сцена в театре; её называют «крепостной». В зале 39 зрительских мест, сороковое место всегда занято портретом С. М. Каменского, как бы присутствующим на всех спектаклях. В этом зале зрителям показывают спектакли по произведениям орловских писателей. Проходят встречи с лауреатами «Тургеневской премии», учреждённой в 1988 году для артистов театра, которую присуждают за успехи в области популяризации русской классики за рубежом и продвижение русской культуры. Здесь же показывались дипломные спектакли и осуществлялись выпуски молодых артистов-студентов актёрского курса Санкт-Петербургской академии театрального искусства, открытого на базе орловского драмтеатра в 1995 году. К 180-летию театра в 1995 году в музее был открыт бюст графа С. М. Каменского (скульптор В. П. Басарев).

## Руководители театра
| - Генерал от инфантерии граф Сергей Михайлович Каменский, (1815—1835); - антрепренёры: Н. И. Иванов, Л. Ю. Млатковский, В. А. Громов, Ф. И. Азбукин, П. А. Соколов и другие, (1840—1850-е); - антрепренёры: И. А. Щербина, артистка Михайлова, А. А. Красовский, Кандауров, (1860-е); - антрепренёр Пётр Михайлович Медведев, (1872—1874); - антрепренёр помещик Константин Дмитриевич Лаухин, (1874—1878); - антрепренёр Александр Елисеевич Воронков (1878—середина 1880-х); - антрепренёр, директор Василий Андреевич Словахотский-Крамолов (1904—1924); | - заслуженный артист РСФСР Ф. А. Строганов (1927—1929); - С. В. Виноградов (1929—1931); - В. А. Ермолов-Бороздин(1931—конец 1930-х); - Михаил Михайлович Ляшенко (конец 1930-х—1944); - заслуженный артист РСФСР Александр Евграфович Беляевский (1944—1953); - Лев Михайлович Эльтсон (1953—1958); - Владимир Михайлович Каплин (1958—1962); - заслуженный деятель искусств Валентин Алексеевич Иванов (1962—1964); - заслуженный деятель искусств Баш. АССР Николай Сергеевич Ульянов (1964—1965); - Николай Сергеевич Вознесенский (1965—1969); | - заслуженный деятель искусств Каз. ССР Александр Александрович Карпов (1969—1974); - заслуженный артист С-О АССР Анатолий Борисович Мирошников (1974—1976); - заслуженный деятель искусств Тат. АССР Игорь Сергеевич Петровский (1976—1978); - заслуженный деятель искусств РСФСР Леонид Юрьевич Моисеев (1978—1986); - Юрий Георгиевич Галин (1986—1987); - Борис Наумович Голубицкий (1987—2012); - П. В. Минаков (2012—2013); - Игорь Анатольевич Черкашин (2013). |